# أندرو وونغ
أندرو وونغ (بالصينية: 黃宏發) هو قاضي صلح ‏ وسياسي صيني، ولد في 11 ديسمبر 1943 بشانغهاي في الصين. انتخب عضو المجلس التشريعي لهونغ كونغ عن دائرة New Territories East (1998 constituency) ‏ (1 يوليو 1998 – 30 سبتمبر 2004) وانتخب عضو المجلس التشريعي المؤقت ‏.